# Fotosíntesis (película)
Fotosíntesis  es una película documental  de Argentina filmada en colores dirigida por Diego Fidalgo sobre su propio guion que se estrenó el 23 de enero de 2020.

## Sinopsis
Fotosíntesis es un documental de observación, un ejercicio de registro del registro, que en este caso consiste en seguir al fotógrafo Matías Sarlo en su intento de mostrar el campo santafesino desde su propia mirada, diferente de la visión que se tiene en el mundo urbano. No hay entrevistas, sino que se detiene en la vida del fotógrafo y sus objetos de imágenes.

## Comentarios
Julian Esteban De Santo  en el sitio cineargentinohoy.com.ar opinó:

”… documental donde la fotografía y la música se conjugan excelentemente y donde sobran los paisajes, el campo verde, y los animales…La película (y el fotógrafo) juegan constantemente con la relación personas-entorno, una relación que en las grandes urbes a veces perdemos. Pero no todo es alegre, ya que las protestas debido a los agrotóxicos y a la sobreabundancia de campos sojeros también están reflejadas en este film que muestra las dos caras del “campo”....según informes...hay una mayor frecuencia del diagnóstico de cáncer (mucho más en las localidades con actividad agrícola). …mostrándonos al campo desde una mirada positiva pero crítica. Un mundo muchas veces ninguneado y prejuzgado, pero que tiene mucho para decir, y también para mostrar.